# Aglianico del Taburno rosso riserva
L'Aglianico del Taburno rosso riserva est un vin italien, produit dans la région Campanie, doté d'une appellation DOC depuis le 29 octobre 1986. Seuls ont droit à la DOC les vins rouges récoltés à l'intérieur de l'aire de production définie par le décret.
Le vin rouge du type riserva répond à un cahier des charges plus exigeant que le Aglianico del Taburno rosso, essentiellement en relation avec un vieillissement de 3 ans et d'un titre alcoolique plus élevé.

## Aire de production
Les vignobles autorisés se situent en province de Bénévent dans les communes Apollosa, Bonea, Campoli del Monte Taburno, Castelpoto, Foglianise, Montesarchio, Paupisi, Torrecuso et Ponte ainsi qu'en partie dans les communes Benevento, Cautano, Vitulano et Tocco Caudio. 
Les vignobles se situent sur les pentes du mont Taburno à 40 km de Naples.

## Caractéristiques organoleptiques
- couleur : rouge rubis, tendant au rouge grenat avec le vieillissement
- odeur : fruits rouges, agréable, caractéristique
- saveur : sèche, légèrement tannique,

L'Aglianico del Taburno rosso riserva se déguste à une temperature comprise entre 16 et 18 °C.